# Breaking Bad
Breaking Bad er en amerikansk drama tv-serie skabt af Vince Gilligan, og produceret af Sony Pictures Television. Den bliver sendt i USA og Canada på kabel-tv-stationen AMC. Serien havde premiere den 20. januar 2008, og har til slutningen i 2013 været sendt i 62 episoder fordelt på fem sæsoner.
Breaking Bad foregår og produceres i Albuquerque, New Mexico, og omhandler Walter White (Bryan Cranston), en kemilærer i high school, der i starten af serien diagnosticeres med dødelig lungekræft. I et ønske om at sikre sin families økonomiske fremtid begynder han at fremstille og omsætte metamfetamin med sin tidligere elev Jesse Pinkman (Aaron Paul) som en ret tvivlsom håndlanger.
Serien har modtaget udbredt anerkendelse, i særdeleshed for sit manuskript såvel som Bryan Cranstons og Aaron Pauls skuespillerpræstationer. Den har vundet seks Emmy Awards foruden talrige andre priser og nomineringer.